# Hausgeld (Strafvollzug)
Das Hausgeld bezeichnet im deutschen Strafvollzugsrecht diejenigen Geldbeträge, die ein Gefangener für den Einkauf oder anderweitig verwenden darf.
Nach § 47 Abs. 1 Strafvollzugsgesetz stehen dem Gefangenen drei Siebtel der im Strafvollzugsgesetz geregelten Bezüge sowie das in § 46 StVollzG normierte Taschengeld als Hausgeld zur Verfügung. § 47 Abs. 2 StVollzG sieht vor, dass für in einem freien Beschäftigungsverhältnis stehende Gefangene oder solchen, denen gemäß § 39 Abs. 2 StVollzG gestattet ist, sich selbst zu beschäftigen, aus ihren Bezügen ein angemessenes Hausgeld gebildet wird.
Das Hausgeld kann angespart werden; in der Justizvollzugsanstalt ist deshalb für jeden Strafgefangenen ein Hausgeldkonto zu führen, aus dem sich das dem Gefangenen insgesamt zur Verfügung stehende Hausgeld ergeben muss. 
Beträge, die dem Gefangenen zufließen, ohne dass sie Eingang in das Hausgeld finden, sind entweder dem Überbrückungsgeld oder dem Eigengeld des Gefangenen zuzurechnen.
Die Frage, inwieweit Hausgeld gepfändet werden kann, ist umstritten; ihre praktische Bedeutung ist indes gering, weil sich die Unpfändbarkeit entweder aus der besonderen Zweckbestimmung (§ 851 ZPO, § 399 BGB) oder aus der Pfändungsfreigrenze nach § 850c ZPO ergibt, während das Taschengeld nach § 46 StVollzG ohnehin unpfändbar ist.